# Văn Chủng
Văn Chủng (tiếng Trung: 文種; bính âm: Wén Zhǒng) là một quân sư của nước Việt trong thời kì Xuân Thu. Ông quê ở Dĩnh (ngày nay là Kinh Châu, tỉnh Hồ Bắc). Từng là người giúp Câu Tiễn phục dựng lại nước Việt. Sau khi chiến thắng quân Ngô, ông được phong làm chức thừa tướng, là chức hơn vạn người chỉ dưới một người.
Sau khi nước Việt của Việt Vương Câu Tiễn bị đánh bại năm 494 TCN, ông đã hối lộ Bá Hi nhằm giữ hòa hiếu để mưu đồ đại sự với Ngô. Trong thời gian Việt Vương Câu Tiễn đang bị bắt làm con tin ở Ngô Quốc, ông là người cai trị Việt. Sau khi về Việt Quốc, Câu Tiễn đã tiến hành cải cách sâu rộng, phục hưng Việt Quốc. Cuối cùng Việt Quốc đủ mạnh để đánh bại Ngô Quốc. Đóng góp vào thành công này còn có công rất lớn của Phạm Lãi.
Phạm Lãi xem tướng mạo của Câu Tiễn và biết được đây là người chỉ chung lưng đấu cật trong hoạn nạn chứ không thể cùng hưởng vinh hoa phú quý nên đã khuyên Văn Chủng bỏ Câu Tiễn mà đi để tránh hậu hoạ, Văn Chủng không nghe theo, cuối cùng một ngày nọ Câu Tiễn đến gặp Văn Chủng cầm theo cuốn sách mà Văn Chủng đã viết là Quang Giám, đây là cuốn sách của trí tuệ. Sau khi nói chuyện với Văn Chủng một hồi và nghe lời van xin của ông, Câu Tiễn không nỡ xuống tay. Sau đó ông hỏi về Văn Chủng nghĩ thế nào về Ngũ Tử Tư. Khi Văn Chủng nói Ngũ Tử Tư là bậc trung thần thì làm cho Câu Tiễn tức giận và đã dùng kiếm, thanh Thuộc Lâu kiếm, mà Phù Sai đã ban chém chết Ngũ Tử Tư. Sau đó, ông nói hãy nhớ câu "Diệt Ngô thất thuật" mà về chín suối. Trước khi chết ông hồi tưởng lại những người đã kêu ông bỏ Câu Tiễn mà đi từ thuở xưa như Phù Sai và Tây Thi, kể cả bạn thân nhất của ông là Phạm Lãi nhưng ông vẫn không nghe nên bây giờ mới phải chuốc họa vào thân. Còn một thuyết khác là ông tự sát.